# Nell I. Mondy
Nell I. Mondy (* 27. Oktober 1921 in Pocahontas, Arkansas; † 1. September 2005 in Ithaca, New York) war eine US-amerikanische Biochemikerin und für ihre „Kartoffel“-Forschung international bekannt.

## Leben
Mondy wuchs in dem kleinen Ort Pocahontas, Arkansas, auf. Sie studierte zunächst am Ouachita Baptist College in Arkadelphia, Arkansas, und schloss 1943 ihr Studium mit summa cum laude ab. Sie machte 1945 ihren Master an der Texas University. Im Jahre 1953 wurde sie an der Cornell University in Ithaca, New York, promoviert. Dort hat sie eine wissenschaftliche Laufbahn eingeschlagen, wurde Professorin für Ernährungswissenschaften und wurde 1992 emeritiert.
Sie stellte früh den wissenschaftlichen Zusammenhang zwischen dem Vitamin B6, Folsäure, Vitamin B12 und Enzymen im organischen Stoffwechsel („Choline Metabolism“) dar. Ihr Hauptforschungsgebiet war jedoch die Kartoffel, die sie als die wesentliche Nahrungsgrundlage der Welt ansah.
Mondy hat weit über 100 wissenschaftliche Arbeiten publiziert, bekannt wurde insbesondere das Buch „Experimental Food Chemistry“.
Sie starb mit 83 Jahren im Cayuga Medical Center in Ithaca, New York.

## Werke
- Experimental food chemistry. AVI, Westport 1980, ISBN 0-87055-343-7.
- You Never Fail Until You Stop Trying: The Story of a Pioneer Woman Chemist. Dorrance, Pittsburgh 2001, ISBN 0-8059-4628-4.